# Tôn giáo mẫu hệ

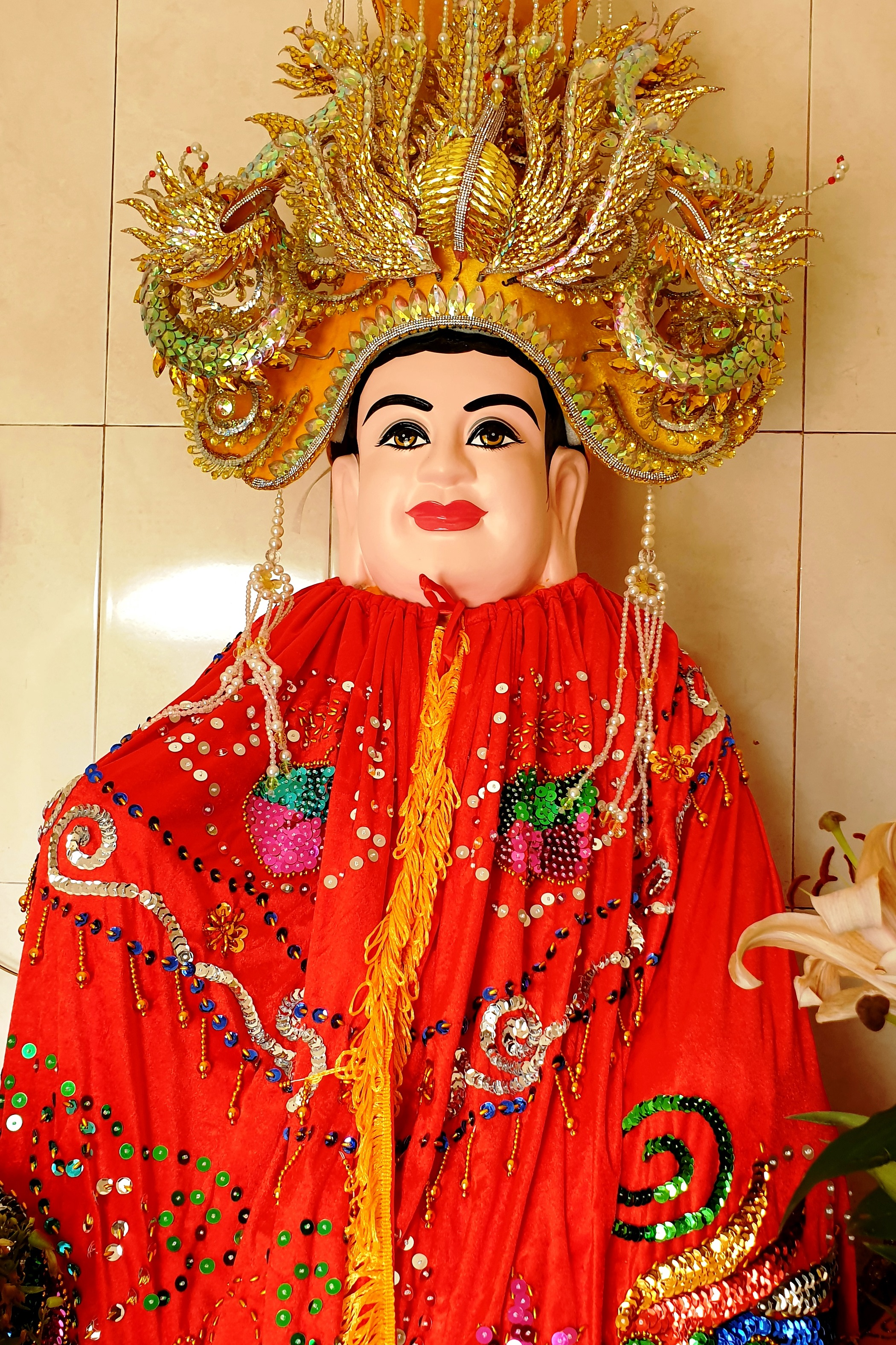
Bà Chúa Xứ được thờ tại chùa Bình An ở quận Bình Tân

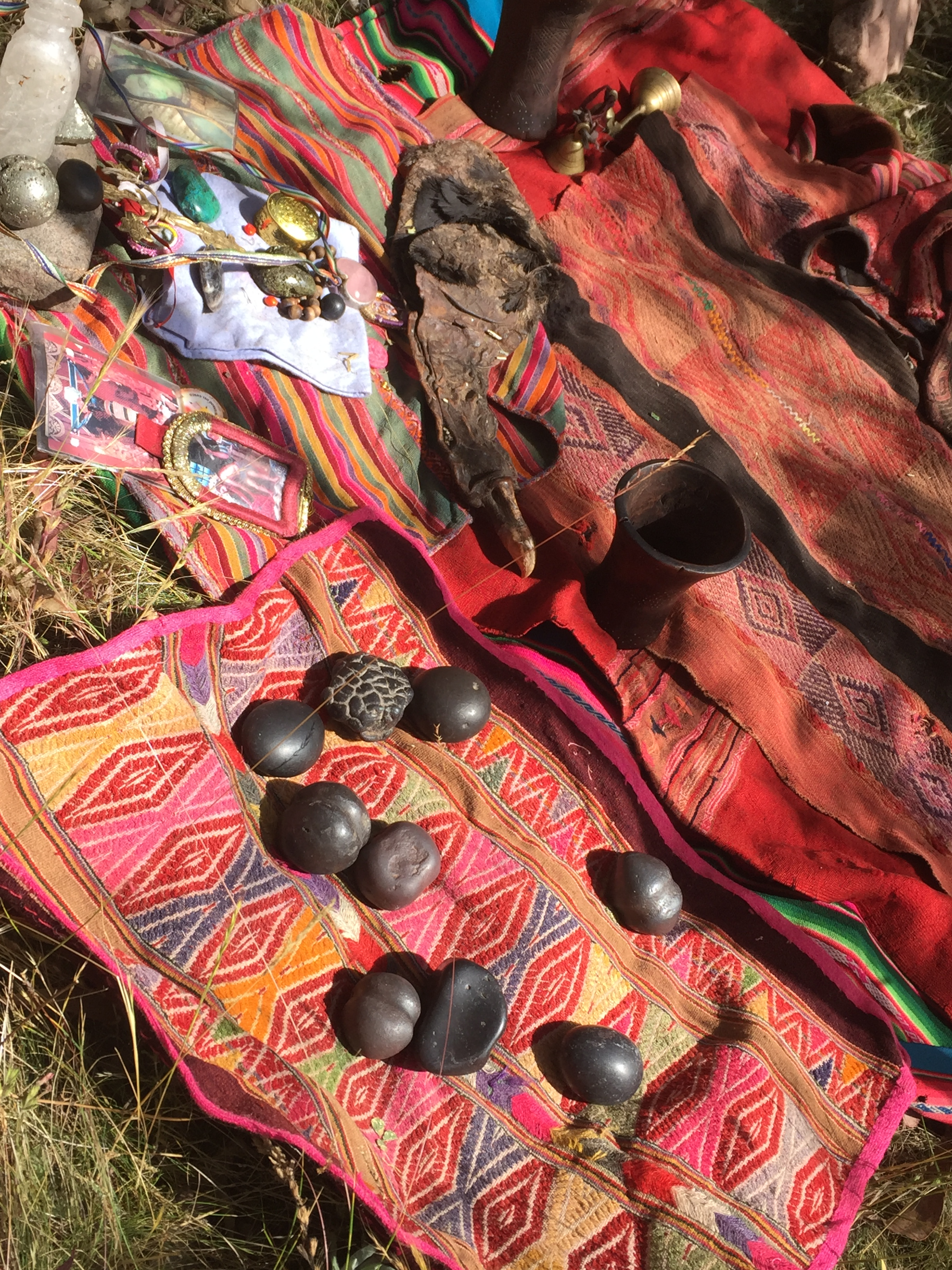
Nghi lễ dâng cúng nữ thần Pachamama

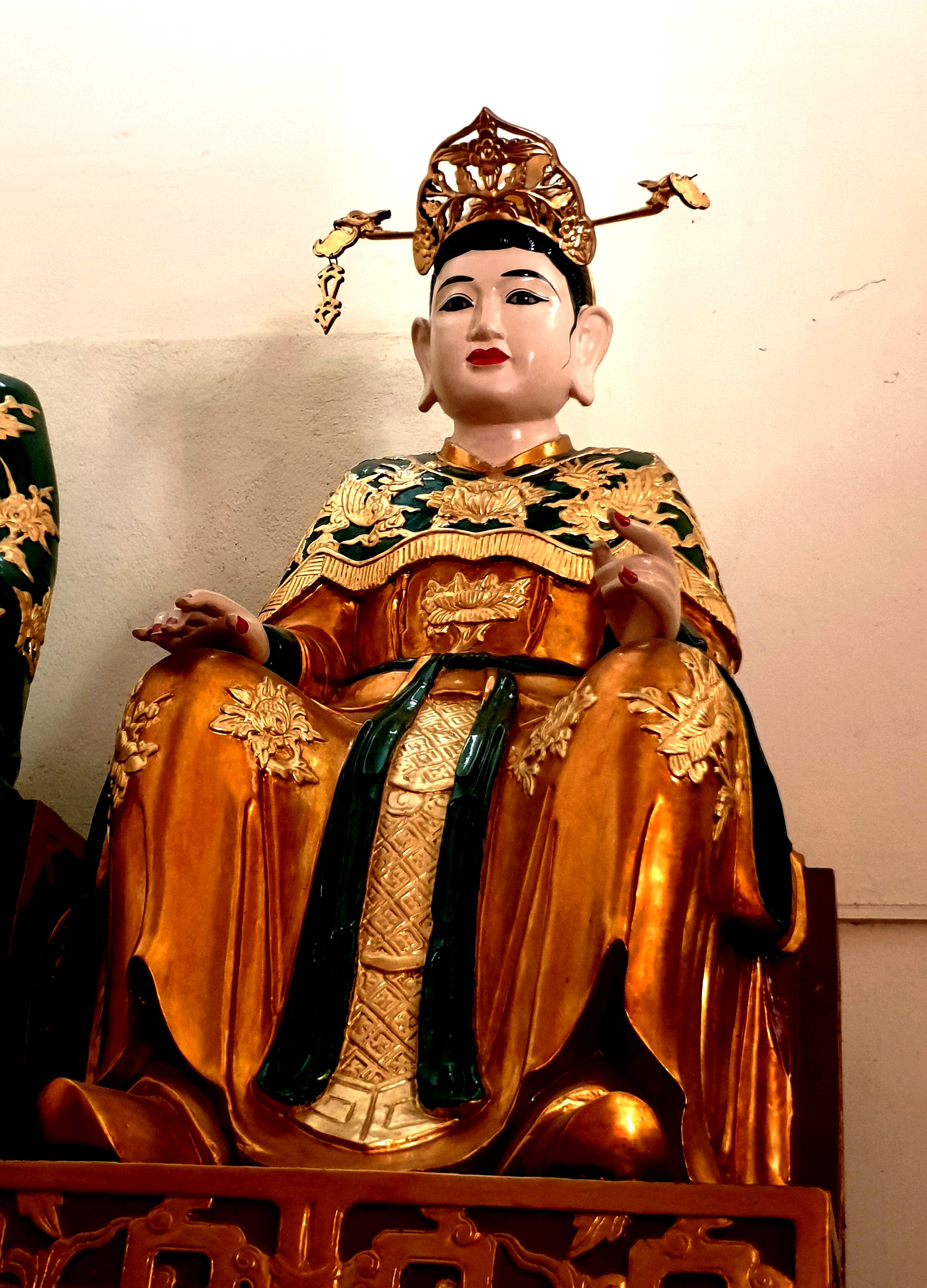
Ban thờ Mẫu trong tín ngưỡng Tam Tứ phủ tại chùa Giác Hải ở quận Bình Tân

Tôn giáo mẫu hệ (Matriarchal religion) là tôn giáo nhấn mạnh việc sùng thờ một nữ thần hoặc nhiều nữ thần với vai trò là nhân vật trung tâm của sự thờ phượng và quyền lực tâm linh. Tôn giáo mẫu hệ thường được sử dụng để chỉ các lý thuyết về tôn giáo hình thành vào thời kỳ chế độ mẫu hệ ngay từ thời tiền sử (chẵng hạn tín ngưỡng thờ Mẫu Việt Nam) được đề xuất từ các học giả như Johann Jakob Bachofen, Jane Ellen Harrison, và Marija Gimbutas, và sau đó được phổ biến do sự phát triển của làn sóng thứ hai chủ nghĩa nữ quyền. Các học giả này suy đoán rằng xã hội loài người sơ khai có thể đã được tổ chức xung quanh các vị thần nữ và các cấu trúc xã hội mẫu hệ. Vào thế kỷ XX, một phong trào phục hồi những phong tục này đã dẫn đến phong trào Mẫu thần đã lan rộng. Vào đầu những năm 1900, nhà sử học Jane Ellen Harrison đã đưa ra giả thuyết rằng việc sùng bái những vị thần trong đền thờ thần Olympia đã thay thế việc thờ cúng các nữ thần trái đất đã có từ trước đó.

## Đại cương
Robert Graves đã công nhận một tôn giáo mẫu hệ thời tiền sử vào những năm 1950 trong tác phẩm Thần thoại Hy Lạp và Nữ thần da trắng của ông, đồng thời đưa ra mô tả chi tiết về một xã hội tương lai với tôn giáo mẫu hệ trong cuốn tiểu thuyết Bảy ngày ở Tân Crete của ông. Ý tưởng của Bachofen và Graves đã được các nhà nữ quyền ở làn sóng thứ hai đưa ra vào những năm 1970, chẳng hạn như tác giả Merlin Stone, người đã lấy tượng Vệ Nữ thời kỳ đồ đá cũ làm bằng chứng về tôn giáo mẫu hệ thời tiền sử, tác giả trình bày các tôn giáo mẫu hệ liên quan đến "sự sùng bái hình tượng con rắn" như một biểu tượng chính của trí tuệ tâm linh, khả năng sinh sản, cuộc sống, sức khỏe. Ngoài ra, nhà nhân chủng học Marija Gimbutas đã giới thiệu lĩnh vực khảo cổ học nữ quyền vào những năm 1970. 
Các cuốn sách Các nữ thần và các vị thần của Châu Âu cổ xưa (1974), Ngôn ngữ của nữ thần (1989) và Nền văn minh của nữ thần (1991) đã trở thành những tác phẩm tiêu chuẩn cho lý thuyết cho rằng một nền văn hóa gia trưởng hoặc "nam quyền" bắt nguồn từ Thời đại đồ đồng, thay thế thế giới quan thời kỳ đồ đá mới lấy Nữ thần làm trung tâm. Những lý thuyết này được trình bày dưới dạng giả thuyết học thuật, mặc dù từ quan điểm ý thức hệ, vào những năm 1970, nhưng chúng cũng ảnh hưởng đến tâm linh nữ quyền và đặc biệt là các nhánh nữ quyền của Tân ngoại giáo cũng nảy sinh trong những năm 1970 (xem Dianic Wicca và Đòi lại (Chủ nghĩa Tân ngoại giáo)), do đó Tôn giáo Mẫu hệ cũng là một phong trào tôn giáo mới đương đại trong lĩnh vực lớn hơn của chủ nghĩa Tân Ngoại giáo, thường được gọi là phong trào Nữ thần.. Tâm linh Nữ thần không được sử dụng sớm trong phong trào nữ quyền khi nói đến việc phụ nữ thể hiện tâm linh của mình bởi vì tâm linh nữ tính, như tâm linh được tìm thấy ở mọi người ở mọi lứa tuổi.
Những năm vừa qua chứng kiến một sự gia tăng của nhiều thảm họa do biến đổi khí hậu, thế giới đang từng bước được khuyến khích tôn thờ một tôn giáo mới mà trọng tâm của nó là tôn thờ “mẹ thiên nhiên”, sự chuyển hướng được dàn dựng này đã lôi kéo nhiều người vào tôn giáo của việc tôn thờ thiên nhiên và mối bận tâm về một trái đất tốt lành, sự xuất hiện của việc tôn thờ thiên nhiên ở chốn công khai, đã xuất hiện trước các Gian Cung Thánh và việc trưng bày nữ thần Pachamama là nữ thần của vùng Amazon biểu tượng “nữ thần trái đất” trong Thượng Hội Đồng Giám Mục Liên Vùng Amazon trong năm 2019. Việc tổ chức nghi lễ thờ thần không chỉ được tổ chức trong Vườn Vatican trước sự chứng kiến trực tiếp của các Hồng Y, các nghi lễ thờ tà thần được cung nghinh trước gian cung thánh bên trong các Thánh Đường của Chúa Kitô và đúc một đồng tiền Vatican mới để tôn vinh “mẹ trái đất”, Hội Đồng Giám Mục Ý đã cổ võ cho những lời cầu nguyện dâng lên tà thần Pachamama, tham gia vào tôn giáo tôn thờ “mẹ trái đất”. 